# چارلز ایستلیک اسمیت
چارلز ایستلیک اسمیت (به انگلیسی: Charles Eastlake Smith) بازیکن فوتبال زادهٔ ۱۸۵۰ اهل کشور انگلستان بود که سابقهٔ بازی در تیم ملی فوتبال انگلستان را در کارنامهٔ خود دارد. وی در تاریخ ۴ مارس ۱۸۷۶ تنها بازی ملی خود را در مقابل تیم ملی فوتبال اسکاتلند انجام داد.